# Derk van Egmond

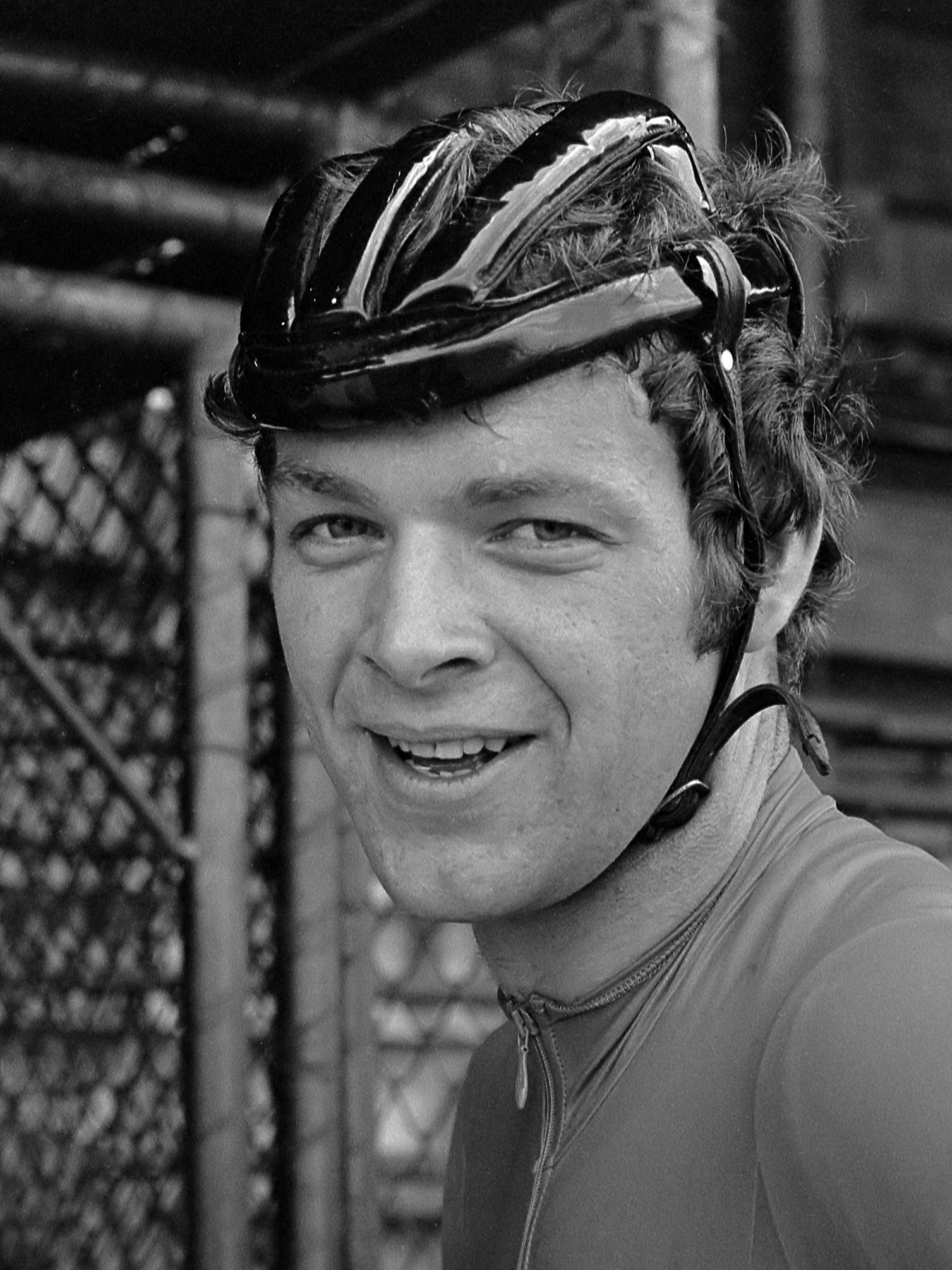
Derk van Egmond

Derk Jan „Dick“ van Egmond (* 30. August 1956 in Hellendoorn) ist ein ehemaliger niederländischer Radrennfahrer.

## Sportliche Laufbahn
Derk van Egmond war Teilnehmer der Olympischen Sommerspiele 1984 in Los Angeles. Dort startete er im Bahnradsport. Im Punktefahren belegte er den 8. Rang.
1978 wurde er hinter Gerrit Möhlmann Zweiter der nationalen Meisterschaft in der Einerverfolgung der Amateure. 1979 kam er hinter Jos Lammertink auf den zweiten Rang des Meisterschaftsrennens. 1982 wurde er Vize-Meister hinter Peter Pieters. Im Punktefahren wurde er 1983 Vize-Meister hinter Pieters.